# Nadleśnictwo Kościerzyna
Nadleśnictwo Kościerzyna – jednostka organizacyjna Lasów Państwowych podległa Regionalnej Dyrekcji Lasów Państwowych w Gdańsku. Siedziba Nadleśnictwa znajduje się w Kościerzynie w powiecie kościerskim, w województwie pomorskim. Podlegają mu 2 obręby i 12 leśnictw.

## Historia
Nadleśnictwo Kościerzyna zostało utworzone w okresie międzywojennym. 1 kwietnia 1942 włączone w granice miasta Kościerzyna. Po II wojnie światowej zostało ono reaktywowane, bez terenów włączonych do Nadleśnictwa Wieżyca. W 1973, w czasie reorganizacji Lasów Państwowych, dotychczasowe nadleśnictwa: Kościerzyna, Bąk oraz Wawrzynowo w jedno z siedzibą w Kościerzynie.

## Ochrona przyrody
Na terenie nadleśnictwa znajdują się cztery rezerwaty przyrody:
- Czapliniec[3]
- Krwawe Doły[4]
- Mechowisko Krąg[5]
- Strzelnica[6]

## Drzewostany
Gatunki lasotwórcze lasów nadleśnictwa (z ich udziałem procentowym):
- sosna zwyczajna 92,07%
- buk 3,37%
- brzoza 2,29%
- inne gatunki 2,3% (w tym dąb 0,61%)